# Punta Laurel
Punta Laurel est un corregimiento situé dans le district de Bocas del Toro, province de Bocas del Toro, au Panama. En 2010, la localité comptait 1 730 habitants.

## Démographie
En 2010, elle avait une population de 1 730 habitants selon les données de l'Institut national des statistiques et du recensement et une superficie de 71,9 km2, ce qui équivaut à une densité de population de 71,9 habitants par km2.

### Statistiques ethniques
- 92,14 % chibchas[4]
- 6,18 % mestizos
- 1,68 % afro-panaméens[4]